# Nicolas-Toussaint Charlet

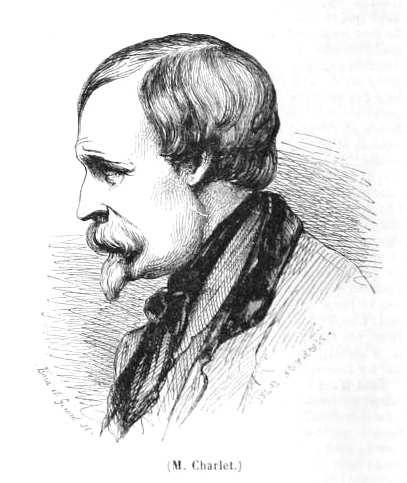
Portret al artistului

Nicolas-Toussaint Charlet (n. 20 decembrie 1792, Paris, Prima Republică Franceză – d. 30 decembrie 1845, Paris, Franța) a fost un pictor și gravor francez.
A studiat la atelierul lui Antoine-Jean Gros, unde îl cunoaște pe viitorul pictor Gilles-François Closson.
Debutează cu o litografie intitulată Garda moare dar nu se predă și care se bucură de succes.
Continuă să deseneze și să execute litografii cu diverse subiecte istorice.
Talentul său este apreciat de Théodore Géricault, cu care leagă o strânsă prietenie.
Opera sa litografică se compune din circa 1.100 de planșe.
De asemenea, a realizat aproape 2.000 de desene în sepia, acuarelă și în acvaforte.
O stradă din Paris îi poartă numele, iar în Place Denfert-Rochereau este ridicată o statuie care îl reprezintă.